# آنابل مارتینز
آنابل مارتینز (انگلیسی: Anabel Martínez؛ زادهٔ ۲۶ ژوئن ۱۹۹۲) بازیکن فوتبال اهل اسپانیا است.